# Mirșid
Mirșid (en hongrois Nyírsid) est une commune roumaine du județ de Sălaj, dans la région historique de Transylvanie et dans la région de développement du Nord-ouest.

## Géographie
La commune de Mirșid est située dans le centre du județ, au point de contact entre le bassin de la rivière Zalău et les collines de Dumbrava, à 15 km à l'ouest de Jibou et à 13 km au nord-est de Zalău, le chef-lieu du județ.
La municipalité est composée des quatre villages suivants (population en 2002) :
- Firminiș (213) ;
- Mirșid (671), siège de la municipalité ;
- Moigrad-porolissum (546) ;
- Popeni (874).

## Histoire
La première mention écrite de la commune date de 1219 sous le nom de Nyrsyd. Le lieu a été cependant habité bien avant puisque le village de Moigrad abrite les ruines du site romain de Porolissum, ville construite au Ier siècle sous le règne de Septime Sévère, après la conquête de la Dacie à la frontière de l'Empire, et qui fut un centre économique et militaire important, capitale de la "Dacia Porolenssis".
La commune, qui appartint ensuite au royaume de Hongrie, faisait partie de la principauté de Transylvanie et elle en a donc suivi l'histoire.
Après le compromis de 1867 entre Autrichiens et Hongrois de l'empire d'Autriche, la principauté de Transylvanie disparaît et, en 1876, le royaume de Hongrie est partagé en comitats. Mirșid intègre le comitat de Szilágy (Szilágymegye).
À la fin de la Première Guerre mondiale, l'Empire austro-hongrois disparaît et la commune rejoint la Grande Roumanie.
En 1940, à la suite du deuxième arbitrage de Vienne, elle est annexée par la Hongrie jusqu'en 1944. Elle réintègre la Roumanie après la Seconde Guerre mondiale.

## Politique
Le conseil municipal de Mirșid compte 11 sièges de conseillers municipaux. À l'issue des élections municipales de juin 2008, Călin-Augustin Bereschi (PSD) a été élu maire de la commune.
| Parti                             | Nombre de conseillers |
| --------------------------------- | --------------------- |
| Parti social-démocrate (PSD)      | 5                     |
| Parti national libéral (PNL)      | 3                     |
| Parti démocrate-libéral (PD-L)    | 2                     |
| Parti de la Grande Roumanie (PRM) | 1                     |

## Religions
En 2002, la composition religieuse de la commune était la suivante :
- Chrétiens orthodoxes, 79,34 % ;
- Pentecôtistes, 8,51 % ;
- Réformés, 3,51 % ;
- Baptistes, 1,95 %.

## Démographie
En 1910, à l'époque austro-hongroise, la commune comptait 2 645 Roumains (91,11 %) et 190 Hongrois (6,54 %).
En 1930, on dénombrait 2 909 Roumains (93,51 %), 118 Hongrois (3,79 %), 33 Juifs (1,06 %) et 48 Tsiganes (1,54 %).
En 1956, après la Seconde Guerre mondiale, 3 137 Roumains (93,67 %) côtoyaient 108 Hongrois (3,22 %) et 99 Tsiganes (2,96 %).
En 2002, la commune comptait 1 877 Roumains (81,46 %), 90 Hongrois (3,90 %) et 333 Tsiganes (14,45 %). On comptait à cette date 834 ménages et 865 logements.
| 1850  | 1880  | 1900  | 1910  | 1920  | 1930  | 1941  | 1956  | 1966  |
| ----- | ----- | ----- | ----- | ----- | ----- | ----- | ----- | ----- |
| 1 958 | 2 137 | 2 613 | 2 903 | 2 839 | 3 111 | 3 270 | 3 349 | 2 862 |

| 1977  | 1992  | 2002  | 2007  | - | - | - | - | - |
| ----- | ----- | ----- | ----- | - | - | - | - | - |
| 2 857 | 2 274 | 2 304 | 2 242 | - | - | - | - | - |

## Économie
L'économie de la commune repose sur l'agriculture et l'élevage. La commune dispose d'une mine exploitée de tuf volcanique.

## Communications

### Routes
Mirșid est située sur la route nationale DN1H Șimleu Silvaniei-Jibou.

### Voies ferrées
Mirșid est desservie par la ligne des Chemins de fer roumains (Căile Ferate Române) Sărmășag-Jibou.

## Lieux et monuments
- Moigrad-Porolissum, ruines romaines de la ville de Porolissum.